# Knöfel
Knöfel ist ein deutscher Familienname. Der Familienname Knöfel ist eine Ableitung von Knop. Verschiedene Schreibweisen sind Knöfel, Knoefel oder Knefel.

## Namensträger
- André Knöfel (* 1963), deutscher Amateurastronom und Asteroidenentdecker
- Dietbert Knöfel (* 1936), deutscher Mineraloge und Baustoffwissenschaftler
- Johann Knöfel (1525/1530–nach dem 21. April 1617), deutscher Komponist und Organist
- Oliver L. Knöfel, deutscher Rechtswissenschaftler
- Reinhard Knöfel (* 1931), deutscher Fußballspieler
- Robert Knöfel (1834–1884), deutscher Schuhmacher und Gründer des Dresdner Arbeiterbildungsvereins
- Wolfram Trudo Knoefel (* 1962), deutscher Chirurg und Direktor der Chirurgischen Klinik in Düsseldorf
- York der Knöfel (Jörg Knöfel; 1962–2011), deutscher Medienkünstler